# 弗農 (伊利諾伊州)
弗農（英語：Vernon）是位於美國伊利諾伊州馬里昂縣的一個村落。

## 地理
弗農的座標為38°48′07″N 89°05′18″W / 38.80194°N 89.08833°W，而該地最高點為海拔高度157米（即515英尺）。

## 人口
根據2010年美國人口普查的數據，弗農的面積為2.36平方千米，當中陸地面積為2.36平方千米，而水域面積為0.00平方千米。當地共有人口129人，而人口密度為每平方千米54人。